# 김현우 (성우)
김현우(1959년 6월 20일 ~)는 대한민국의 성우, 영화배우이며
1982년 CBS 12기로 입사했으며 기독교방송 성우극회 소속이다.
1980년 연극배우 첫 데뷔하였다.

## 주요 출연작품

### 영화
- 라스트 액션 히어로 (SBS)
- 방세옥 2 (SBS) - 진가락의 제자
- 취권 (SBS) - 진국위(원신의) / 식당 사장(왕감진)
- 사랑의 묘약 (SBS)
- 고공 침투 (SBS)

### 게임
- 루니아Z - 랄프 슈넬

### 라디오
- CBS 청소년 라디오 드라마 '우등생을 발길' - 유승제

### 동화
- 세계명작동화 (웅진닷컴)

### 영화
- 1984년 《나도 몰래 어느새》
- 1986년 《내일은 뭐할거니》 - 역무원 1 역
- 1989년 《모래성》
- 1989년 《달아난 말》
- 1990년 《나는 날마다 일어선다》 - 병관(은실의 오빠) 역
- 1990년 《이제 그 여자는 여기 살지 않는다》 - 목소리 도움주신 분들 역
- 1991년 《누가 용의 발톱을 보았는가》
- 1991년 《열 아홉의 절망 끝에 부르는 하나의 사랑 노래》 - 박 선생 역
- 1992년 《스무살까지만 살고싶어요》 - 엔지니어 역
- 1992년 《김의 전쟁 》- 인질 1 역
- 1992년 《미스터 맘마》 - 근배 역
- 1993년 《투캅스》 - 동료 형사 역
- 1996년 《투캅스 2》 - 김 형사 역
- 1998년 《투캅스 3》 - 형사 2 역
- 1998년 《키스할까요?》 (특별출연)
- 2000년 《봉자》 - 레스토랑 미스김 역
- 2002년 《재밌는 영화》 - 김중호 역
- 2003년 《쇼쇼쇼》 - 어깨 1 역
- 2003년 《오! 해피데이》 - 성우학원장 역
- 2003년 《마법 경찰 갈갈이와 옥동자》 - 포졸 1 역
- 2008년 《다찌마와 리 - 악인이여 지옥행 열차를 타라》 - 설마 앞 낭인 역
- 2008년 《1724 기방난동사건》 - 불가마 역
- 2009년 《전우치》 - 천군들 역
- 2010년 《해결사》 - 광장앞 경찰들 역
- 2011년 《마이 웨이》 - 소련전 향군 역
- 2012년 《나는 왕이로소이다》 - 신익대감 역